# 10538 overture
10538 overture is de eerste single van Electric Light Orchestra (ELO). Het is tevens de openingstrack van het studioalbum The Electric Light Orchestra. De singleversie verschilt van de albumtrack; zij is met 4:04 korter dan de 5:32 durende albumversie.
Het nummer is geschreven door Roy Wood en Jeff Lynne in de overgangsperiode tussen hun muziekgroepen The Move en ELO. De twee groepen bestonden in 1971 tegelijkertijd. Ze namen het in eerste instantie in de Phillips geluidsstudio’s op als B-kant van een de laatste singles van The Move. Toen het opgenomen was, begonnen Wood en Lynne talloze overdubs in te lassen. Wood, muziekinstrumentenverzamelaar, had net een goedkope cello weten te bemachtigen en begon na het eind van de werkzaamheden er op te spelen. Lynne stelde voor om Woods spel in het nummer te verwerken. Na opnieuw veel overdubs leek er een groot orkest te hebben gespeeld in plaats van een persoon. Dit maakte dat het beter paste bij ELO. Het lied gaat over een ontsnapte gevangene. Lynne wilde hem geen naam geven, maar een registratienummer. Dat nummer haalde hij van de opnamedesk (1053), later werd op suggestie van Wood een "8" toegevoegd omdat dat beter in het ritme paste. Weer later volgde overture, vanwege de connecties met klassieke muziek. Bij de uitgave in de Verenigde Staten belde een medewerker van United Artists om er achter te komen van welk album het nummer afkomstig was. Omdat hij geen verbinding kreeg noteerde hij “No answer”. Dit werd door een andere medewerker overgenomen en werd vervolgens op het label aldaar meegeprint (ook van de elpee). Het Amerikaanse label van de B-kant The battle of Marston Moor (naar de Slag bij Marston Moor kreeg dat ook mee. 
De Europese versie kreeg als B-track mee First movement (jumping biz); het hoesje vermeldde wel de albumtitel The Electric Light Orchestra. First movement (alweer een verwijzing naar de klassieke muziek) werd geschreven door Wood die op het instrumentale nummer naast klassieke gitaar ook hobo en cello speelde. Hij liet doorschemeren dat hij bij het nummer geïnspireerd was door Classical gas van Mason Williams. Vlak na het verschijnen verliet Wood ELO.   
10538 overture werd veel later toch een B-kant en wel van Evil woman uit 1975, dan in een live-uitvoering. In 2012 verscheen een nieuwe versie op Mr. Blue Sky: The very best of Electric Light Orchestra, een album met de favoriete ELO-muziek van Lynne, waarbij hij het nummer liet klinken zoals ooit de bedoeling was geweest, als er in 1970/1971 betere apparatuur was geweest. 
Een grote hit werd het niet. Het haalde noch de Nederlandse Top 40 (wel drie weken tipparade), noch de Daverende 30. Ook België kent geen noteringen. In Frankrijk haalde het drie weken notering met als hoogste positie nummer 5. In Engeland stond het acht weken genoteerd met als hoogste notering nummer 9. Van het nummer is een beperkt aantal covers bekend, zo nam Def Leppard het op voor hun album Yeah!.